# Bangopé
Bangopé est un village du département du Nkam au Cameroun. Situé dans la commune rurale de Ndobian, il est localisé sur la piste piétonne qui lie Ndobian et à Bandoumkassa. 

## Population et environnement
En 1967, le village de Bangopé  avait 256 habitants. La population est essentiellement composée des Biboum. La population de Bangopé était de 249 habitants dont 124 homme et 125 femmes, lors du recensement de 2005. 